# Řekni, kdo tě zabil
Řekni, kdo tě zabil (v anglickém originále Pushing Daisies – idiom ve významu „být pod drnem“, „být mrtvý“ nebo doslova „vytlačovat sedmikrásky“) je americký komediálně-dramatický seriál tvůrce Bryana Fullera, vysílaný po dvě sezóny na stanici ABC.
V české premiéře ho uvedla televize Prima 3. ledna 2010.

## Obsazení

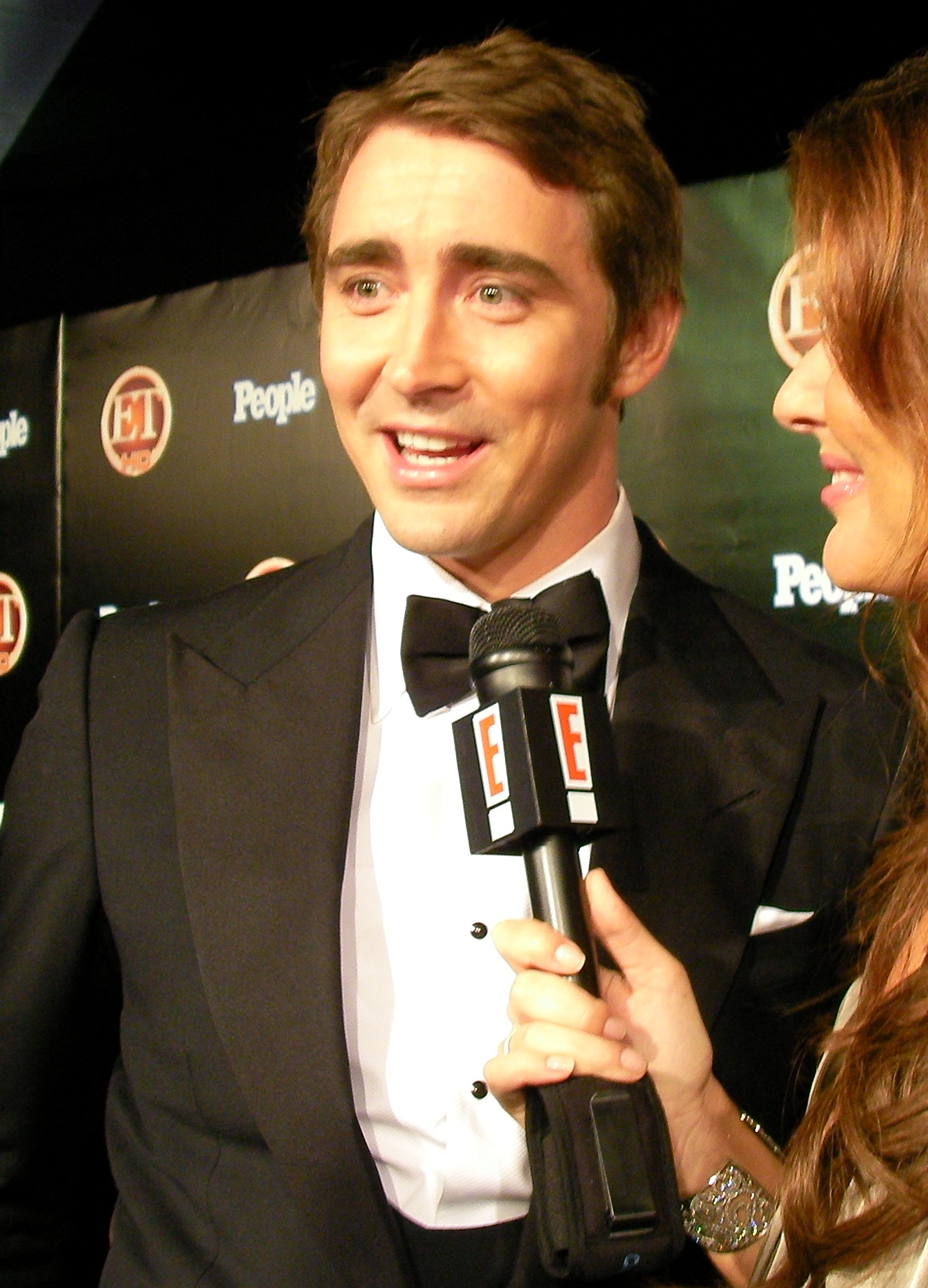
Lee Pace, představitel Neda

Hlavní postavy seriálu:
| Lee Pace          | Ned                          |
| Anna Friel        | Charlotte "Chuck" Charlesová |
| Chi McBride       | Emerson Cod                  |
| Kristin Chenoweth | Olive Snooková               |
| Ellen Greene      | Vivian Charlesová            |
| Swoosie Kurtz     | Lily Charlesová              |
| Jim Dale          | vypravěč                     |
| Field Cate        | mladý Ned                    |

## Děj
Seriál je prezentovaný jako „forenzní pohádka“. Děj se točí okolo pekaře koláčů Neda (Lee Pace), který má schopnost přivádět mrtvé zpět k životu pouhým dotykem. Každého, koho takto oživí, se však musí nejpozději do minuty znovu dotknout a dotyčný opět zemře, tentokrát navždy. Pokud by tak neučinil, musí místo něj zemřít někdo jiný. Jednoho dne oživí svou lásku z dětství Charlottu „Chucky“ Charlesovou (Anna Friel), nikdy se jí ale už nesmí dotknout. Svojí superschopností pomáhá řešit případy detektiva Emersona Coda (Chi McBride).

## Epizody
| Řada | Díly | Premiéra v USA | Premiéra v USA    | Premiéra v ČR | Premiéra v ČR  |
| Řada | Díly | První díl      | Poslední díl      | První díl     | Poslední díl   |
| ---- | ---- | -------------- | ----------------- | ------------- | -------------- |
| 1    | 9    | 3. října 2007  | 12. prosince 2007 | 3. ledna 2010 | 28. února 2010 |
| 2    | 13   | 1. října 2008  | 13. června 2009   | 9. října 2011 | 2. ledna 2012  |